# Шахтиницы
Шахтиницы — деревня в Алёховщинском сельском поселении Лодейнопольского района Ленинградской области.

## История
ШАХТЕНИЧИ — деревня при реке Ояти, число дворов — 18, число жителей: 49 м. п., 44 ж. п.; Часовня православная. (1879 год)

ШАХТИНИЦА — деревня при реке Ояти, население крестьянское: домов — 30, семей — 30, мужчин — 89, женщин — 80, всего — 169; некрестьянское: нет; лошадей — 21, коров — 46, прочего — 48 . (1905 год)

В конце XIX — начале XX века деревня административно относилась к Шапшинской волости 1-го стана Лодейнопольского уезда Олонецкой губернии.
С 1917 по 1920 год деревня Шахтиничи входила в состав Кяргинского сельсовета Шапшинской волости Лодейнопольского уезда.
С 1921 года в составе Мустинского сельсовета.
С 1922 года в составе Петроградской губернии.
С 1923 года в составе Ленинградской губернии.
С февраля 1927 года в составе Шапшинской волости. С августа 1927 года в составе Оятского района. В 1927 году население деревни составляло 177 человек.
Согласно карте Ленинградской области Северо-западного аэрогеодезического треста ГГУ издания 1932 года деревня насчитывала 9 крестьянских дворов.
По данным 1933 года деревня называлась Шахтинцы и входила в состав Мустинского сельсовета Оятского района.

Деревня Шахтиницы на карте РККА 1940 года

С 1955 года в составе Лодейнопольского района.
В 1958 году население деревни составляло 30 человек.
С 1960 года в составе Алёховщинского сельсовета.
По данным 1966, 1973 и 1990 годов деревня Шахтиницы также входила в состав Алёховщинского сельсовета.
В 1997 и 2002 годах в деревне Шахтиницы Алёховщинской волости постоянного населения не было.
В 2007, 2010 и 2014 году в деревне Шахтиницы Алёховщинского СП также не было постоянного населения
.

## География
Деревня расположена в центральной части района на автодороге 41К-016 (Станция Оять — Плотично).
Расстояние до административного центра поселения — 9 км.
Расстояние до ближайшей железнодорожной станции Лодейное Поле — 56 км.
Деревня находится на правом берегу реки Оять.

## Демография
| 1879 | 1905 | 1927 | 1958 | 1997 | 2007 | 2010 |
| ---- | ---- | ---- | ---- | ---- | ---- | ---- |
| 93   | ↗169 | ↗177 | ↘30  | ↘0   | →0   | →0   |
| 2014 | 2015 | 2016 | 2017 |      |      |      |
| →0   | →0   | →0   | →0   |      |      |      |

Согласно данным Всероссийской переписи населения 2021 года в деревне постоянного населения не было.

## Инфраструктура
На 1 января 2014 года в деревне было зарегистрировано частных жилых домов — 10
На 1 января 2015 года в деревне постоянного населения не было.